# Kim Yong-il
Kim Yong-il é um político norte-coreano. Ocupou a posição de primeiro-ministro da Coreia do Norte entre 11 de abril de 2007 e 7 de junho de 2010, substituindo Pak Pong-ju  Em 07 de junho de 2010, seria substituído por Choe Yong-rim.
Entre 1960 e 1969, serviu no Exército Popular da Coreia, nessa época, se graduou na Universidade de Transporte Marinho de Rajin, como oficial de navegação.
Depois, trabalhou, por 14 anos, como instrutor e vice-diretor de um bureau geral do Ministério de Transportes Terrestres e Marítimos.
Entre 1994 e 2007, foi Ministro dos Transportes Terrestres e Marítimos.